# ヴラスティミル・トゥサル

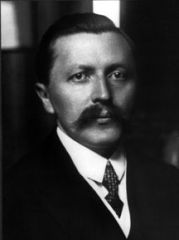
ヴラスティミル・トゥサル

ヴラスティミル・トゥサル（Vlastimil Tusar、1880年10月18日-1924年3月22日）は、チェコスロバキアの政治家（社会民主党所属）。首相（1919-1920）。
プラハ生まれ。銀行員やジャーナリストを経て、1911年、ブルノ選挙区からオーストリア帝国議会議員に当選。第一次世界大戦中、オーストリア＝ハンガリー帝国の解体に当初慎重な姿勢であったが、後に独立の立場を明らかにした。
1919年7月8日、社会民主党・農業党・国民社会党などからなる連立政権において首相に就任。懸案であった土地改革や憲法関連法案を実現させるなどの成果がみたが、農業党との妥協に対する社民党左派の批判が高まり、とくに村有地法の修正をめぐって農業党といったん合意に達したにもかかわらず、社民党が採決で反対に回ったことで、1920年2月、連立政権は崩壊した。1920年4月に実施された建国初の総選挙で74議席を獲得し、第一党となり、他党との連立交渉の結果、5月にトゥサル第二次政権が発足した。しかし第二次政権は議会で過半数に達しておらず（138/281議席）、少数派政権であった。議会での多数派獲得が困難になる中で、9月になると、党内対立の結果、社民党が分裂し、連立政権内における社民党の立場は低下し、14日、社民党執行部は政権離脱を決定し、トゥサル政権は崩壊した。
トゥサルは、その後、議員を辞職し、ドイツ駐在チェコスロバキア大使に就いた。1924年、ベルリンにて死去。

## 注
1. ↑  左派は、1921年5月、チェコスロバキア共産党を結成した。